# Paul Lukas (Musiker)
Paul Lukas, eigentlich Eckard Paul Fietze (* 1956 in Treysa) ist ein deutscher Musiker, Autor und Übersetzer.

## Leben
Nach dem Gymnasium, das er vor dem Abitur abbrach, arbeitete Lukas als Friedhofsgärtner, Landvermesser, Erziehungshelfer und Maurer und führte einen Schallplattenladen. 1981 zog er nach West-Berlin, betätigte sich als LKW-Fahrer, Barkeeper und Konzertveranstalter. Er war Bassist bei den Toten Piloten und gründete 1985 mit Uwe Bauer, Jürgen Fabritius, Jakob Ilja und Sven Regener die Band Element of Crime, der er bis 1995 angehörte. 1996 veröffentlichte er ein Solo-Album (The Fear of a Singer), und 1998 erschien sein Roman-Debüt IHN. Lukas übersetzt englischsprachige Literatur ins Deutsche und schrieb einen zweiten Roman mit dem Titel Vinyl, der 2012 erschien.

## Bücher
- 1998: IHN. Reclam, Leipzig, ISBN 3-379-01635-7
- 2012: Vinyl. Milena Verlag, Wien, ISBN 978-3-85286-225-5

## Übersetzte Autoren (Auswahl)
- Michael H. Kater
- Lev Raphael
- Suze Rotolo
- Glenway Wescott

## Diskografie

### Mit Element of Crime
- 1986: Basically Sad (Polydor)
- 1987: Try to Be Mensch (Polydor)
- 1988: Freedom, Love and Happiness (Polydor)
- 1989: The Ballad of Jimmy & Johnny (Polydor)
- 1990: Live: Crime Pays (Polydor)
- 1991: Damals hinterm Mond (Polydor)
- 1993: Weißes Papier (Polydor)
- 1994: An einem Sonntag im April (Motor Music)

### Solo
- 1996: The Fear of a Singer. Navigator/Edel[3]